# Matacos (departamento)
Matacos é um departamento da Argentina, localizado na província de Formosa.